# Kōstas Chalkias
Kōnstantinos Chalkias – detto Kōstas – (gr. Κωνσταντίνος "Κώστας" Χαλκιάς; Larissa, 30 maggio 1974) è un dirigente sportivo ed ex calciatore greco, di ruolo portiere, campione d'Europa con la nazionale greca nel 2004.

## Carriera

### Club

#### Panathinaikos & Apollon Smyrnis
Portiere di alta statura, Chalkias passa diversi periodi della sua carriera al Panathīnaïkos, ma inizialmente non trova spazio e viene girato in prestito all'Apollon Smyrnis. Qui gioca due stagioni, venendo poi ripreso dal Panathīnaïkos, ma non trova molto spazio, chiuso com'è da Antōnīs Nikopolidīs. Gioca qualche partita di Champions League 2000/2001, come, per esempio, l'ultima nel secondo gruppo contro il Valencia, trovando giocatori come il portoghese Paulo Sousa e i connazionali Giannīs Gkoumas, Giannīs Gkoumas, Aggelos Mpasinas, Geōrgios Seïtaridīs e Giōrgos Karagkounīs dove qualche anno dopo con la Nazionale di calcio greca vinceranno gli Europei 2004.

#### Iraklis Salonicco
Nell'estate 2001 passa in prestito all'Iraklis Salonicco, nell'ambito del trasferimento di Michalīs Kōnstantinou al Panathīnaïkos. Con la squadra dell'Iraklis Salonicco, rimane due stagioni raggiungendo un sesto e settimo posto.

#### Panathinaikos
Nell'estate 2003, ritorna al Panathīnaïkos e diventa titolare nella seconda parte del campionato 2003/2004 dopo una staffetta con Antōnīs Nikopolidīs e battendo anche la piccola concorrenza del terzo portiere Stefanos Kotsolīs. Insieme con il Panathīnaïkos vince il campionato greco e la Coppa di Grecia ai danni dell'Olympiakos. Due mesi più tardi con la Nazionale di calcio greca vince gli europei 2004.

#### Portsmouth & Real Murcia
In seguito al vittorios 2004, Chalkias riceve alcune offerte anche dall'estero e quando il direttore tecnico del Panathainaikos passa al Portsmouth, decide di portare Chalkias agli inglesi del Portsmouth; dopo alcuni mesi, viene girato in Spagna, al Real Murcia.

#### Aris Salonicco
Nell'estate 2006, firma per l'Aris Salonicco, decisa a rinforzare la squadra. Nell'estate 2007 con l'arrivo del nuovo allenatore Dušan Bajević, Konstantinos Chalkias raggiunge la finale di Coppa di Grecia, persa contro l'Olympiakos e raggiungendo un 4 posto in campionato alle spalle della stessa Olympiakos, AEK Atene e Panathīnaïkos.

#### PAOK FC
Nel 2008 passa al PAOK, in lotta per il titolo del campionato greco contro l'Olympiakos di Nikopolidis. Voluto fortemente dal presidente Theodōros Zagorakīs e dal direttore tecnico Zizis Vryzas, Chalkias diventa il terzo giocatore greco a vestire le tre maglie dei tre club di Salonicco. Nella stagione 2009/2010 con il PAOK raggiunde la semifinale di Coppa di Grecia contro la neo promossa PAS Giannina, allenata da Níkos Anastópoulos, subentrato a gennaio al posto di Parasco nel club dell'Epiro. Nel 2010 Konstantinos Chalkias firma un prolungamento del contratto per altri due anni con il PAOK portando la squadra di Salonicco ai Play-off per la Champions League, contro l'Ajax. Chalkias durante la prima partita contro l'Ajax, valida per la qualificazione, si infortuna e deve rimanere fermo fino a dicembre. Rientra a dicembre contro il AEL Larissa di Nikos Dabizas e Stylianos Venetidīs che insieme vincero gli Euro 2004 con la Nazionale di calcio greca. Il 15 dicembre 2010 viene schierato da titolare nella trasferta in Europa League a Zagabria dove il PAOK, batte la Dinamo Zagabria per 1-0 con goal di Dimitris Salpingidis e si qualifica ai sedicesimi di finale dell'UEFA Europa League 2010-2011. Nella stagione 2011-2012 Chalkias con il PAOK raggiunge il primo posto nel gruppo A UEFA Europa League 2011-2012, davanti ai russi del Rubin Kazan, gli inglesi del Tottenham e gli irlandesi del Shamrock Rovers. A Londra, il PAOK espugna il campo del Tottenham per 1-2, dove Chalkias e artefice di molte opportunita salvate per la sua squadra rimasta pure in dieci. Dopo questo gruppo insieme al PAOK, Chalkias pass i play-off contro gli ucrainici del Karpaty e il terzo turno di questa competizione contro i norvegesi del Vålerenga. Sempre con il PAOK, raggiunge i Sedicesimi di finale contro l'Udinese. Mentre in campionato greco 2011-2012, Chalkias insieme al PAOK, raggiunge il terzo posto alle spalle dell'Olympiakos e del Panathīnaïkos.
Il 22 settembre 2012, annuncia il suo ritiro dal calcio, qualche mese dopo, avere dato l'addio alla Nazionale di calcio greca.

### Nazionale
Con la nazionale greca partecipa ai vittoriosi europei 2004 e alla FIFA Confederations Cup 2005, come riserva di Nikopolidis. Contribuisce anche alla qualificazione per l'Europeo 2008 dove la nazionale Greca si qualifica per prima alla competizione europea. Nell'estate 2008 diventa portiere titolare della nazionale dopo il ritiro dalla Nazionale di calcio greca di Nikopolidis. Chalkias partecipa alla qualificazione della nazionale al Mondiale 2010, incluso fra i portieri da Otto Rehhagel insieme ad Alexandros Tzorvas del Panathīnaïkos e a Michalīs Sīfakīs dell'Aris Salonicco. Kostantinou Chalkias ritorna titolare della nazionale Greca il 29 marzo 2011 nell'amichevole contro la Polonia allo Stadio Karaiskákis di Atene. Viene incluso fra i portieri dal nuovo allenatore della nazionale per gli Europei 2012 insieme a Alexandros Tzorvas del Palermo e Michalīs Sīfakīs dell'Aris Salonicco. Per Chalkias è il terzo Europeo consecutivo con la nazionale Greca, diventando uno dei reduci del vittorioso Europeo 2004 insieme a Giōrgos Karagkounīs e Kōstas Katsouranīs. L'8 giugno 2012 esordisce da titolare agli Europei nella sfida inaugurale contro la Polonia (1-1). Il 16 giugno 2012 Kostas Chalkias raggiunge con la nazionale Greca nuovamente i quarti di finale di una competizione europea dopo quella del 2004, vinta dalla nazionale ellenica. Il 23 giugno dopo l'eliminazione all'europeo, si ritira dalla nazionale, avendo già preso questa decisione prima del torneo. Negli Europei 2012, Chalkias tiene il record di giocatore più anziano del torneo.

## Statistiche

### Cronologia presenze e reti in nazionale
| Cronologia completa delle presenze e delle reti in nazionale ― Grecia | Cronologia completa delle presenze e delle reti in nazionale ― Grecia | Cronologia completa delle presenze e delle reti in nazionale ― Grecia | Cronologia completa delle presenze e delle reti in nazionale ― Grecia | Cronologia completa delle presenze e delle reti in nazionale ― Grecia | Cronologia completa delle presenze e delle reti in nazionale ― Grecia | Cronologia completa delle presenze e delle reti in nazionale ― Grecia | Cronologia completa delle presenze e delle reti in nazionale ― Grecia |
| Data                                                                  | Città                                                                 | In casa                                                               | Risultato                                                             | Ospiti                                                                | Competizione                                                          | Reti                                                                  | Note                                                                  |
| --------------------------------------------------------------------- | --------------------------------------------------------------------- | --------------------------------------------------------------------- | --------------------------------------------------------------------- | --------------------------------------------------------------------- | --------------------------------------------------------------------- | --------------------------------------------------------------------- | --------------------------------------------------------------------- |
| 10-11-2001                                                            | Nea Filadelfeia                                                       | Grecia                                                                | 4 – 2                                                                 | Estonia                                                               | Amichevole                                                            | -1                                                                    | 46’                                                                   |
| 14-11-2001                                                            | Nea Filadelfeia                                                       | Grecia                                                                | 1 – 2                                                                 | Cipro                                                                 | Amichevole                                                            | -1                                                                    | 46’                                                                   |
| 29-1-2003                                                             | Larnaca                                                               | Cipro                                                                 | 1 – 2                                                                 | Grecia                                                                | Amichevole                                                            | -                                                                     | 46’                                                                   |
| 26-3-2003                                                             | Graz                                                                  | Austria                                                               | 2 – 2                                                                 | Grecia                                                                | Amichevole                                                            | -2                                                                    | 46’                                                                   |
| 1-3-2006                                                              | Nicosia                                                               | Grecia                                                                | 2 – 0                                                                 | Kazakistan                                                            | Amichevole                                                            | -                                                                     | 46’                                                                   |
| 6-2-2007                                                              | Incheon                                                               | Corea del Sud                                                         | 1 – 0                                                                 | Grecia                                                                | Amichevole                                                            | -                                                                     | 46’                                                                   |
| 28-3-2007                                                             | Ta' Qali                                                              | Malta                                                                 | 0 – 1                                                                 | Grecia                                                                | Qual. Euro 2008                                                       | -                                                                     |                                                                       |
| 2-6-2007                                                              | Salonicco                                                             | Grecia                                                                | 2 – 0                                                                 | Ungheria                                                              | Qual. Euro 2008                                                       | -                                                                     |                                                                       |
| 22-8-2007                                                             | Salonicco                                                             | Grecia                                                                | 2 – 3                                                                 | Spagna                                                                | Amichevole                                                            | -2                                                                    | 46’                                                                   |
| 12-9-2007                                                             | Oslo                                                                  | Norvegia                                                              | 2 – 2                                                                 | Grecia                                                                | Qual. Euro 2008                                                       | -2                                                                    | 52’                                                                   |
| 17-10-2007                                                            | Istanbul                                                              | Turchia                                                               | 0 – 1                                                                 | Grecia                                                                | Qual. Euro 2008                                                       | -                                                                     |                                                                       |
| 21-11-2007                                                            | Budapest                                                              | Ungheria                                                              | 1 – 2                                                                 | Grecia                                                                | Qual. Euro 2008                                                       | -1                                                                    | 46’                                                                   |
| 5-2-2008                                                              | Strovolos                                                             | Grecia                                                                | 1 – 0                                                                 | Rep. Ceca                                                             | Amichevole                                                            | -                                                                     | 46’                                                                   |
| 19-5-2008                                                             | Patrasso                                                              | Grecia                                                                | 2 – 0                                                                 | Cipro                                                                 | Amichevole                                                            | -                                                                     |                                                                       |
| 24-5-2008                                                             | Budapest                                                              | Ungheria                                                              | 3 – 2                                                                 | Grecia                                                                | Amichevole                                                            | -3                                                                    | 22’                                                                   |
| 20-8-2008                                                             | Bratislava                                                            | Slovacchia                                                            | 0 – 2                                                                 | Grecia                                                                | Amichevole                                                            | -                                                                     |                                                                       |
| 6-9-2008                                                              | Lussemburgo                                                           | Lussemburgo                                                           | 0 – 3                                                                 | Grecia                                                                | Qual. Mondiali 2010                                                   | -                                                                     |                                                                       |
| 10-9-2008                                                             | Riga                                                                  | Lettonia                                                              | 0 – 2                                                                 | Grecia                                                                | Qual. Mondiali 2010                                                   | -                                                                     |                                                                       |
| 11-10-2008                                                            | Il Pireo                                                              | Grecia                                                                | 3 – 0                                                                 | Moldavia                                                              | Qual. Mondiali 2010                                                   | -                                                                     |                                                                       |
| 15-10-2008                                                            | Il Pireo                                                              | Grecia                                                                | 1 – 2                                                                 | Svizzera                                                              | Qual. Mondiali 2010                                                   | -2                                                                    |                                                                       |
| 11-2-2009                                                             | Il Pireo                                                              | Grecia                                                                | 1 – 1                                                                 | Danimarca                                                             | Amichevole                                                            | -                                                                     | 46’                                                                   |
| 28-3-2009                                                             | Ramat Gan                                                             | Israele                                                               | 1 – 1                                                                 | Grecia                                                                | Qual. Mondiali 2010                                                   | -1                                                                    |                                                                       |
| 1-4-2009                                                              | Candia                                                                | Grecia                                                                | 2 – 1                                                                 | Israele                                                               | Qual. Mondiali 2010                                                   | -1                                                                    |                                                                       |
| 12-8-2009                                                             | Bydgoszcz                                                             | Polonia                                                               | 2 – 0                                                                 | Grecia                                                                | Amichevole                                                            | -2                                                                    |                                                                       |
| 5-9-2009                                                              | Zurigo                                                                | Svizzera                                                              | 2 – 0                                                                 | Grecia                                                                | Qual. Mondiali 2010                                                   | -2                                                                    |                                                                       |
| 9-9-2009                                                              | Chișinău                                                              | Moldavia                                                              | 1 – 1                                                                 | Grecia                                                                | Qual. Mondiali 2010                                                   | -1                                                                    |                                                                       |
| 3-3-2010                                                              | Volo                                                                  | Grecia                                                                | 0 – 2                                                                 | Senegal                                                               | Amichevole                                                            | -2                                                                    | 46’                                                                   |
| 9-2-2011                                                              | Larissa                                                               | Grecia                                                                | 1 – 0                                                                 | Canada                                                                | Amichevole                                                            | -                                                                     | 46’                                                                   |
| 29-3-2011                                                             | Candia                                                                | Grecia                                                                | 0 – 0                                                                 | Polonia                                                               | Amichevole                                                            | -                                                                     |                                                                       |
| 26-5-2012                                                             | Kufstein                                                              | Grecia                                                                | 1 – 1                                                                 | Slovenia                                                              | Amichevole                                                            | -1                                                                    |                                                                       |
| 8-6-2012                                                              | Varsavia                                                              | Polonia                                                               | 1 – 1                                                                 | Grecia                                                                | Euro 2012 - 1º turno                                                  | -1                                                                    |                                                                       |
| 12-6-2012                                                             | Breslavia                                                             | Rep. Ceca                                                             | 2 – 1                                                                 | Grecia                                                                | Euro 2012 - 1º turno                                                  | -2                                                                    | 23’                                                                   |
| Totale                                                                |                                                                       | Presenze                                                              | 32                                                                    |                                                                       | Reti                                                                  | -27                                                                   |                                                                       |

## Palmarès

### Club

#### Competizioni nazionali
- Campionato greco: 2

Panathinaikos: 1995-1996, 2003-2004
- Coppa di Grecia: 1

Panathinaikos: 2003-2004

### Nazionale
- Campionato d'Europa: 1

Portogallo 2004